# A. Rudolf Leinert
Albert Rudolf Leinert (* 1. Dezember 1898 in Dresden; † 1. April 1969 in Berlin-Wilmersdorf) war ein  deutscher Schriftsteller des Expressionismus.

## Leben
Leinert wurde als Sohn des Eisen- und Stahlwaren-Fabrikanten Emil Th. Leinert geboren; über seine Familienverhältnisse, Schulausbildung und eventuelles Studium ist nichts bekannt. Die Familie besaß ein gutbürgerliches Haus, das Leinert geerbt hat – möglicherweise schon in sehr jungen Jahren und neben anderem Vermögen, was ihm wohl ermöglichte, nicht einer geregelten Arbeit nachgehen zu müssen. Er beginnt sehr früh zu schreiben; seine ersten Gedichte datiert er auf 1914.  Als Lyriker gehört er zur zweiten Generation des Expressionismus.
Über Leinerts Leben in den 1920er- und 30er-Jahren ist wenig bekannt. Angeblich verließ Leinert Dresden Mitte der 20er-Jahre, um nach Berlin zu gehen, hat aber in Berlin in der Zeit vor dem Zweiten Weltkrieg keinerlei Spuren hinterlassen.
Nach Kriegsende verbrachte er rund zehn Jahre in Bad Tölz; dort starb im Mai 1951 seine erste Frau. 1952 heiratete er dort in zweiter Ehe eine Berlinerin. 1954 zog er mit seiner Frau nach West-Berlin, wo er zuerst in Friedenau wohnte. Ende 1954 wurde diese Ehe geschieden. Leinert lebte fortan im Stadtteil Wilmersdorf. Immer wieder hält er sich für längere Zeit auf Ibiza auf. Am 1. April 1969 stirbt er in Berlin.
Leinert behauptete ausgebildeter Arzt zu sein, was jedoch nicht stimmte. Vor seinem Tod lief ein Ermittlungsverfahren der Staatsanwaltschaft und/oder Ärztekammer gegen ihn. Dem Schriftstellerlexikon Kürschners Deutscher Literatur-Kalender gab Leinert bei den Fragebogen-Antworten an, er hätte bis 1967 insgesamt 21 Buchveröffentlichungen (inkl. Herausgaben) getätigt, was bezweifelt werden darf. Im Kürschner taucht der Doktorgrad erstmals 1952 auf, zusammen mit der Berufsbezeichnung Privatgelehrter. Arzt heißt es erstmals im Kürschner von 1958.

## Werk
Leinert war im Umfeld des Dresdner Spätexpressionismus angesiedelt, jedoch fanden seine literarischen Aktivitäten zu seinen Lebzeiten kaum nennenswertes Echo. Befreundet war er mit dem expressionistischen Dichter Rudolf Adrian Dietrich, dem Gründer der Künstlergruppe Komet-Kreis, mit dem er im umfangreichen Briefwechsel stand. Er gehörte der Gruppe Dresdner Verlag von 1917 an, hervorgegangen aus der Expressionistischen Arbeitsgemeinschaft Dresden und der Gruppe 1917.
1918 legte Leinert den schmalen Gedichtband Gott – Mensch, Geburt vor; des Weiteren veröffentlichte er in dieser Zeit Lyrik in den Zeitschriften Die Schöne Rarität („Erwachen aus dem Fieber“), Der Orkan (1917) und Daimon, herausgegeben von Hugo Zehder. Sein zweiter Gedichtband, der höchstwahrscheinlich nie erschienen ist, trug den Titel Der aussätzige Mai. Das gleichnamige Gedicht beginnt mit den Zeilen:
Viele Hunde sind auf Straßen gepflanzt.

Ihre Augen wollen die Welt vergiften.

Nackt glänzt das Fell.
Bisher konnten 115 Gedichte von Leinert zusammengetragen werden. Er soll in jeder Hinsicht eine „schwierige“ Person gewesen sein; so schrieb er über sich „Ich steh allein auf weiter Flur, weil ich nicht gewillt bin, mich auf Kompromisse einzulassen“ am 17. Dezember 1966 an Wulf Kirsten. 1946 wurde er Autor der Berliner Hefte für geistiges Leben und schrieb Aufsätze über Else Lasker-Schüler, Franz Werfel und andere Autoren für den Tagesspiegel. Ab Mitte der 1950er Jahre lebte er isoliert und verbittert – „wie so viele, die sämtliche Nachkriegsjahre in alle Welt zerstreut haben.“

## Publikationen (Auswahl)
- Der eiserne Ring: Miniaturen des Alltags. 1914.
- Peter Baum: Schützengrabenverse. Rezension in: Der Orkan II. 1917/1918.
- Gott – Mensch, Geburt. Dresdner Verlag von 1917. Mit einem Holzschnitt von Walter Otto Grimm.
- Franz Pfemfert. In: Berliner Hefte für geistiges Leben. Ausgabe. B, 4. Jg./Heft 10, Berlin 1949, S. 408.